# Lycochoriolaus mimulus
Lycochoriolaus mimulus är en skalbaggsart som först beskrevs av Bates 1885.  Lycochoriolaus mimulus ingår i släktet Lycochoriolaus och familjen långhorningar. Inga underarter finns listade i Catalogue of Life.